# Gare de Menston
 (janvier 2020).
Si vous disposez d'ouvrages ou d'articles de référence ou si vous connaissez des sites web de qualité traitant du thème abordé ici, merci de compléter l'article en donnant les références utiles à sa vérifiabilité et en les liant à la section « Notes et références ».
La gare de Shipley est une gare ferroviaire du Royaume-Uni, située dans le village de Menston, Yorkshire de l'Ouest en Angleterre. 
Les services à partir de Menston sont opérés par Northern Rail.